# Оторбаев, Джоомарт Каипович
Джоомарт Каипович Оторбаев (род. 18 августа 1955, Фрунзе, Киргизская ССР) — киргизский государственный и политический деятель, 19-й премьер-министр Кыргызстана с 25 марта 2014 по 23 апреля 2015 года.

## Биография

### Карьера в науке
Джоомарт Оторбаев родился 18 августа 1955 года в г. Фрунзе. Родом из семьи ученых. Отец — академик Каип Оторбаев, бывший ректор Кыргызского государственного университета, мать — Нанаева Мария Токтогуловна, профессор Кыргызской государственной медицинской академии. В 1978 году окончил с отличием Ленинградский государственный университет по специальности «физика». Кандидатскую диссертацию защитил в 1981 году в Физическом институте им. П. Н. Лебедева АН СССР (г. Москва) (директор, академик Н. Г. Басов), докторскую диссертацию защитил в 1989 году в Институте общей физики АН СССР (г. Москва) (директор, академик А. М. Прохоров). Ученая степень профессора ему была присвоена ВАК СССР в 1990 году. С 1981 по 2005 год работал младшим, старшим научным сотрудником, затем заведующим лабораторией Национальной академии наук Кыргызстана. С 1985 по 1996 год — преподаватель, старший преподаватель, профессор Кыргызского государственного университета. С 1996 по 2005 год — профессор Кыргызско-Российского Славянского университета.

### Карьера в бизнесе
С 1996 по 1999 год — главный исполнительный директор представительства корпорации «Филипс Электроникс» в Центральной Азии. С 1999 по 2002 год — вице-президент представительства корпорации «Филипс Электроникс» в Центральной Азии.

### Карьера в госструктурах
С 2001 по 2004 год — специальный представитель президента Кыргызстана по привлечению инвестиций.
С 2001 по 2005 год — специальный представитель президента Кыргызстана по экономической помощи Афганистану.
С 2002 по 2005 год — вице-премьер-министр Кыргызстана по экономике и инвестициям.
С 2005 по 2006 год — исполнительный директор ОО «Инвестиционный круглый стол».
С апреля 2006 по декабрь 2011 года — старший советник Европейского банка реконструкции и развития.
С декабря 2011 по сентябрь 2012 года — вице-премьер-министр Кыргызстана по экономике и инвестициям.
С 6 сентября 2012 года — первый вице-премьер-министр Кыргызстана. В эти годы был управляющим от Кыргызстана в группе Всемирного банка, в Азиатском банке развития и Европейском банке реконструкции и развития. Проведённая в июле 2013 года конференция доноров высокого уровня решила выделить Кыргызстану в ближайшие 3 года поддержку в размере 2 миллиардов долларов США.

### Пост премьер-министра
26 марта 2014 года Джоомарт Оторбаев назначен исполняющим обязанности премьер-министра Кыргызстана, после того как распалась парламентская коалиция и 25 марта ушёл в отставку прежний премьер-министр Жанторо Сатыбалдиев.
3 апреля парламент Кыргызстана утвердил новый состав правительства. «За» проголосовали 103 депутата из 120 коалицией большинства в составе фракций Социал-демократической партии, «Ар-Намыс» и «Ата-Мекен». В своей программной речи Оторбаев заверил депутатов, что основной целью Правительства Кыргызстана станет возвращение доверия к нему со стороны общества и народа. Приоритетом работы он обозначил улучшение инвестиционного климата в стране и борьбу с коррупцией, сказав, что все госструктуры должны работать в единстве:
В моей работе будут простые приоритеты — перед руководителями будут ставиться конкретные цели, те, кто не сможет их выполнить, будут увольняться.
4 апреля президент Кыргызстана Алмазбек Атамбаев подписал указ о назначении нового правительства под руководством премьер-министра Джоомарта Оторбаева.
Выступал активным сторонником вступления Кыргызстана в Евразийские интеграционные объединения — Таможенный союз, Единое экономическое пространство и Евразийский экономический союз.
23 апреля 2015 года по итогам доклада в парламенте о годе работы на посту премьер-министра, и признании его работы удовлетворительной, подал в отставку.

### Нынешняя деятельность
Оторбаев является членом Попечительского совета Кыргызского национального университета. Он является почетным членом и приглашенным спикером многих международных советов и форумов по развитию и инвестициям, а также заслуженным профессором нескольких зарубежных университетов. Он регулярно пишет для различных СМИ, таких как Project Syndicate, China Daily, дискуссионный клуб «Валдай» и других.
Его книга «Экономическое возрождение Центральной Азии в тени новой большой игры» была опубликована в 2023 году издательством Routledge в Великобритании. Книга (416 страниц и 99 иллюстраций) проливает свет на развитие Центральной Азии, определяемое её географией, не имеющей выхода к морю. Особое внимание также уделено достижениям и вызовам постсоветской экономической и политической трансформации региона и его взаимоотношениям с участниками Новой Большой игры. Это поднимает вопросы, касающиеся евразийских держав, окружающих Центральную Азию; как это повлияет на регион? Присоединится ли Центральная Азия к мощному локомотиву истории или останется в стороне от неё?
Предисловие к книге написал Мишель Камдессю, бывший директор-распорядитель Международного валютного фонда и бывший управляющий Банка Франции. Хорст Келер, бывший президент Германии; Вацлав Клаус, бывший премьер-министр и президент Чешской Республики; Петар Стоянов, бывший президент Республики Болгарии; Борис Тадич, бывший президент Сербии; Валдис Затлерс, бывший президент Латвии, Эхуд Барак, бывший премьер-министр Израиля, Филипп Ле Уэру, председатель Французского агентства развития (AFD), бывший вице-президент Всемирного банка (ВБ) и генеральный директор Международной финансовой корпорации (IFC), Амре Мусса, бывший генеральный секретарь Лиги арабских государств и бывший министр иностранных дел Египта, Такехико Накао, бывший президент Азиатского банка развития, и Стивен Фредерик Старр, председатель Института Центральной Азии и Кавказа в Вашингтоне, написали одобрение для книги.

## Награды
- Медаль «За вклад в развитие Евразийского экономического союза» (29 мая 2019 года, Высший Евразийский экономический совет)[8]